# 千代將太
千代 將太（ちよ しょうた、1989年2月24日 - ）は、日本の俳優（元子役）である。
千葉県市川市出身。シネマクト所属。かつてはホリプロに所属していた。日本大学芸術学部卒業。趣味は映画鑑賞、特技は野球。

## 出演

### テレビドラマ
- 夫婦漫才（2001年）
- NHKスペシャル「焼跡のホームランボール」（2002年） - ケンジ 役
- 木曜ミステリー 新・京都迷宮案内 第6シリーズ 第4話（2003年）
- 3年B組金八先生（TBS） - 富山量太 役
  - 第7シリーズ（2004年10月15日 - 2005年3月25日）
  - スペシャル11「未来へつなげ 3B友情のタスキ〜たった一人の卒業式…3Bの絆は再び迫る薬物依存の魔の手から仲間を救い出せるのか!?」（2005年12月30日）
  - 3年B組金八先生ファイナル〜「最後の贈る言葉」（2011年3月27日）
- ダンドリ娘（2006年6月 - 8月、フジテレビ） - 中村保（ブチョー） 役
- ダンドリ。〜Dance☆Drill〜 最終話（2006年、フジテレビ） - 中村保（ブチョー） 役
- トップキャスター 第8話（2006年、フジテレビ） - 剛史 役
- 花ざかりの君たちへ〜イケメン♂パラダイス〜（2007年7月 - 9月、フジテレビ） - 淀屋橋太壱 役
- 聖徳太子の超改革（2007年）
- 打撃天使ルリ 第1話（2008年） - トシ 役
- 遺留捜査 第10話（2011年6月15日、テレビ朝日） - 大田進 役
- ジウ 警視庁特殊犯捜査係（2011年7月 - 9月、テレビ朝日） - 新藤巡査 役
- ATARU CASE5（2012年5月13日、TBS） - 仲 役
- 走馬灯株式会社 第1話（2012年7月16日、TBS） - 宮本圭介 役
- ボーイズ・オン・ザ・ラン 第4話（2012年8月3日、テレビ朝日） - 内木大樹 役
- 連続テレビ小説「梅ちゃん先生」（2012年8月、NHK） - 吉田達也 役
- NHKスペシャル「東京が戦場になった日」（2014年3月15日、NHK） - 秋野武士 役
- ドラマ10「サイレント・プア」（2014年4月 - 6月、NHK） - 梶田翔二 役
- 土曜ドラマ「ダークスーツ」第3話（2014年12月6日、NHK） - 大塚 役
- バカボンのパパよりバカなパパ（2018年） - 松本てつや
- 孤独のグルメ Season7 第8話 （2018年5月26日、テレビ東京）- 客 役
- 大富豪同心（2019年5月 - 7月、NHK BSプレミアム / 10月 - 、NHK総合） - 尾上伸平 役
- 凪のお暇　第2話（2019年7月26日、TBS） - 慎二の友人 役

### 映画
- 釣りバカ日誌17 あとは能登なれハマとなれ!（2006年）
- トカゲ飛んだ?（2006年）
- キャプテン（2007年） - 浅間(墨谷二中) 役
- 時をかける少女（2010年） - 1974年の浅倉吾朗 役
- ×ゲーム（2010年） - 新庄剛 役
- GANTZ（2011年）
- マイ・バック・ページ（2011年）

### CM
- 農林中央金庫「漁業貯金」（2001年）
- NTT東日本（2002年）
- 農林水産省米穀安定供給確保支援機構（2007年）

### 舞台
- 近松心中物語（1999年）
- 夜明け前（1999年）
- 王様と私（1999年）
- メトロに乗って（2000年）
- 電車男（2005年）
- K（2009年）
- バンク・バン・レッスン（2009年）
- トウキョウ演劇倶楽部プロデュース公演Vol.7「ブラックジャックによろしく〜がん患者編〜」（2014年9月、六行会ホール）
- 友池創作プロジェクト 第5回公演「憂鬱なロケット」（2024年10月、「劇」小劇場）[1]